# Roger de La Fresnaye

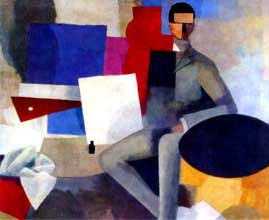
Home assegut, obra de Roger de La Fresnaye, 1913

Roger de La Fresnaye (Le Mans, 11 de juliol de 1885 - Grasse, 27 de novembre de 1925) va ser un pintor cubista francès. A partir de 1908, va ser alumne de Maurice Denis i Paul Sérusier en l'Acadèmia Ranson. Es va fer construir un taller de pintura i un taller d'escultura al castell de Beauvernay a Saint-Nizier-sous-Charlieu, propietat dels seus ancestres materns on passava la major part de les vacances des de la seva infància. Va acollir allà a Jean Hugo i la seva esposa Valentine Gross, ambdós pintors, Irène Lagut, Alfred Courmes el seu únic alumne, així com a músics com Georges Auric, Erik Satie o Francis Poulenc.